# Raspadskaja

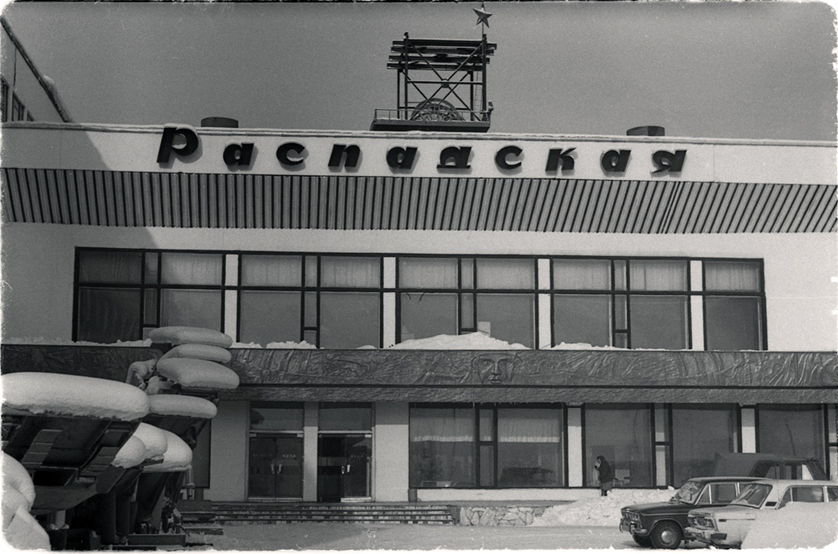
Schachtanlage Raspadskaja

Raspadskaja (russisch Распа́дская) ist ein russisches Unternehmen mit Firmensitz in der Oblast Kemerowo. Es ist im Aktienindex RTS-Index gelistet. Raspadskaja gehört zu den größten russischen Steinkohleförderern. Das Unternehmen wurde 1973 gegründet und wird seit 1993 von Alexander Wagin geleitet (Stand: 2008).
In der dem Unternehmen gehörenden Zeche Raspadskaja in Meschduretschensk im Kusnezker Becken kam es in den frühen Morgenstunden des 9. Mai 2010 (Ortszeit) zu zwei Schlagwetterexplosionen, in deren Folge mindestens 30 Bergleute starben.
15. Juni 2022: Bericht des The Independent, dass laut Forschern aus dem Bergwerk Raspadskya in der zentralrussischen Oblast Kemerowo 13 separate Methanfahnen austreten und dass es sich dabei um "eines der größten 'Ultra-Emissions'-Ereignisse, das jemals auf eine verifizierte Quelle zurückgeführt wurde" handelt. Gemäß dem kanadischen Unternehmen GHGSat, das laut Bericht der UNO Emissionsdaten zur Verfügung stellt und mit der Europäischen Weltraumorganisation kooperiert, entweichen dort stündlich 90 Tonnen Methan, dessen Freisetzungen zudem sicherheitsrelevant sein könnten.